# Президентство Ліндона Джонсона

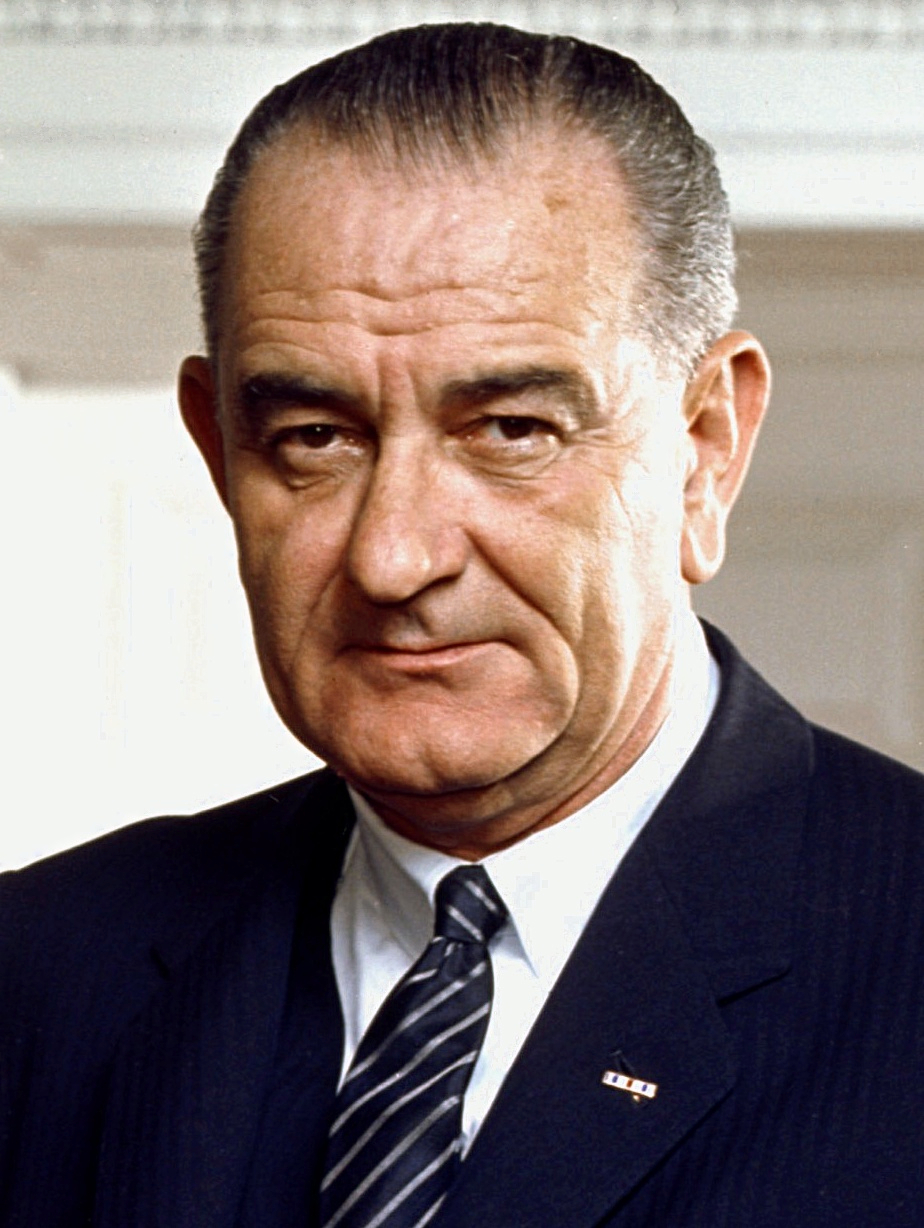
36 президент США, Ліндон Бейнз Джонсон. (1963-1969)

Президентства Ліндона Б. Джонсона розпочалося 22 листопада 1963 року, коли Джонсон став 36-м президентом Сполучених Штатів через вбивство президента Джона Ф. Кеннеді, і закінчилося 20 січня 1969 року був віце-президентом протягом 1036 днів, коли він перейшов на посаду президента. Демократ з Техасу, він балотувався і виграв повний термін на виборах 1964 року, велика перемога над республіканським суперником, сенатором з Аризони Баррі Голдаотером. Джонсон не балотувався на другий повноцінний термін на президентських виборах 1968 року його змінив республіканець Річард Ніксон. Його президентство ознаменувало високий приклад сучасного лібералізму в США.
Джонсон розширив Новий Курс з Великим суспільством, серію вітчизняних законодавчих програм для допомоги бідним та людям. Після вступу на посаду він виграв суттєве зниження податків, Закон про чисте повітря та Закон про громадянські права 1964 року. Після виборів 1964 р. Джонсон провів ще більш масштабні реформи. Поправками соціального забезпечення 1965 р. Було створено дві програми охорони здоров’я, керовані державою, Медікер та Медікейд. Закон про виборчі права 1965 року забороняє расову дискримінацію в голосуванні, і його проходження підтримали мільйони південних афро-американців. Джонсон оголосив "війну з бідністю" і створив кілька програм, призначених для допомоги збіднілим. Він також головував на значне збільшення федерального фінансування освіти та закінчення періоду обмежувальних законів про імміграцію.
У зовнішніх справах у президентстві Джонсона переважали "холодна" та "в'єтнамська" війни. Він проводив примирну політику з Радянським Союзом, встановлюючи підґрунтя для детента 1970-х. Тим не менш, він був відданий політиці стримування, і він посилив присутність США у В'єтнамі, щоб зупинити поширення комунізму в Південно-Східній Азії під час холодної війни. Чисельність американських військових у В'єтнамі різко зросла, з 16000 солдатів у 1963 році до понад 500 000 у 1968 році. Зростання гніву внаслідок війни стимулювало великий антивоєнний рух особливо на основі університетських містечок у США та за кордоном. Джонсон зіткнувся з подальшими неприємностями, коли в більшості великих міст після 1965 р. спалахнули літні заворушення. Хоча він розпочав своє президентство з широким схваленням, громадська підтримка Джонсона знижувалася, коли війна тривала і внутрішні заворушення по всій країні зростали. У той же час коаліція "Нового Курсу", яка об'єднала Демократичну партію, розпустилася, і база підтримки Джонсона розмила її.
Хоча маючи право на інший термін, Джонсон оголосив у березні 1968 року, що не буде прагнути до реномінації. Його бажаний наступник, віце-президент Г'юберт Гамфрі, переміг у демократичній номінації, але зазнав поразки від Ніксона на загальних виборах. Незважаючи на те, що він пішов з посади з низькими рейтингами схвалення, опитуванням істориків та політологів, як правило, Джонсон займав посаду президента вище середнього рівня. Його вітчизняні програми трансформували США та роль федерального уряду, і багато його програм залишаються чинними і сьогодні. Поводження Джонсона у війні у В'єтнамі залишається широко непопулярним, проте його ініціативи з питань громадянських прав майже повсюдно оцінюються за їх роль у усуненні бар'єрів для расової рівності.

## Введення на посаду

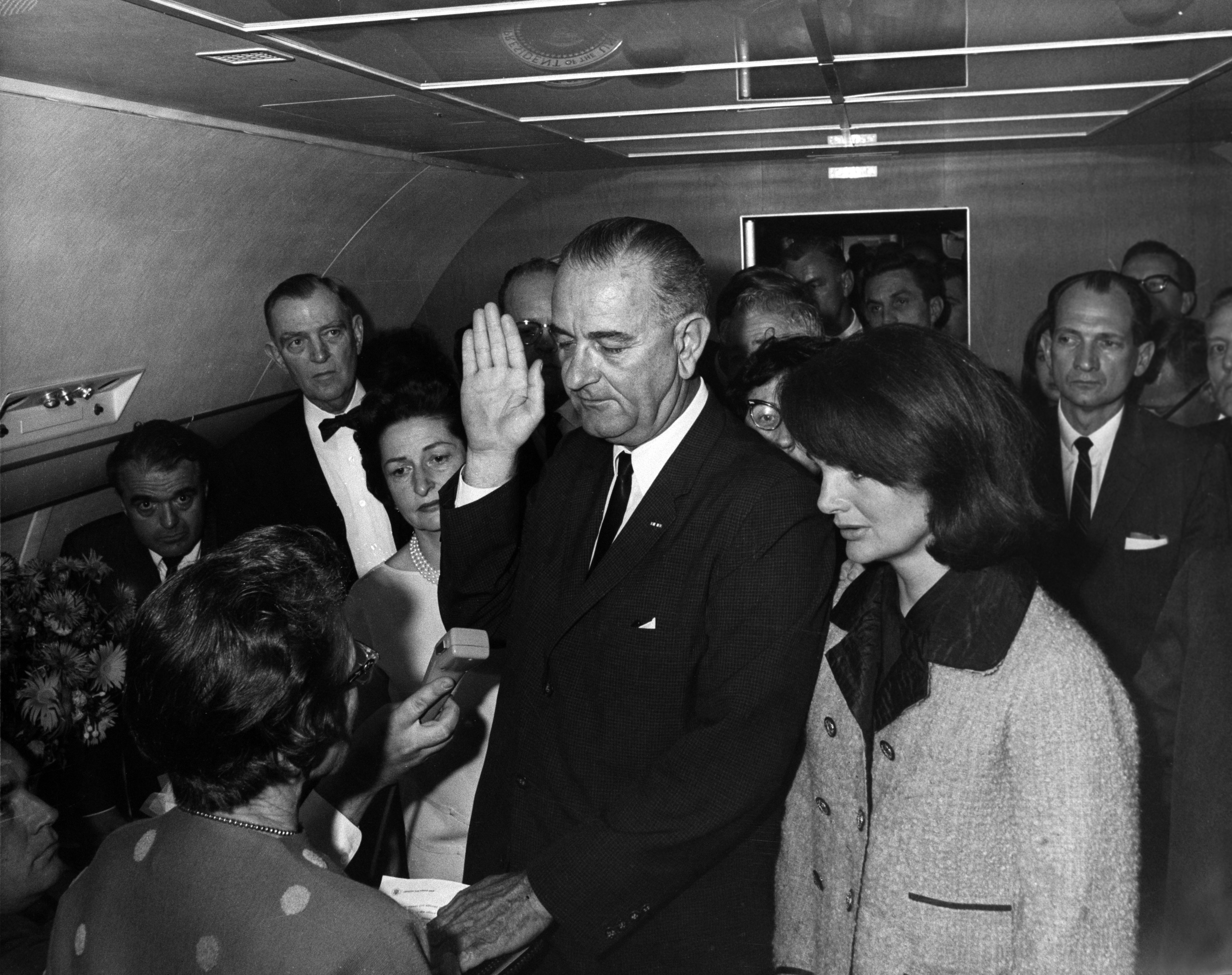
Джонсон складає присягу на борту на Air Force One. 22 листопада 1963 року.

Джонсон представляв Техас в Сенаті США з 1949 по 1961 рік і служив демократичним лідером у Сенаті, починаючи з 1953 року. Він домагався кандидатури в президенти 1960 року, але зазнав поразки від Джона Ф. Кеннеді. Сподіваючись заручитися підтримкою на Півдні та Заході, Кеннеді попросив Джонсона виконувати роль його напарника, а Джонсон погодився приєднатися до номінації. На президентських виборах 1960 року кандидати Кеннеді-Джонсон вузько перемогли республіканських кандидатів на чолі з діючим віце-президентом Річардом Ніксоном. Джонсон зіграв розчаровую роль безсилого віце-президента, рідко консультувався, окрім конкретних питань, таких як космічна програма.
Кеннеді був убитий 22 листопада 1963 року, їхавши в президентському кортежі через Даллас. Пізніше того ж дня Джонсон склав президентську присягу на посаді на борту Air Force One. Джонсон був переконаний у необхідності негайного переходу влади після вбивства, щоб забезпечити стабільність скорботної нації. Він і Секретна служба, не знаючи, чи вбивця діяв поодинці або як частина більш широкої змови, відчули вимушеність швидко повернутися до Вашингтона, округ Колумбія. Поспіх Джонсона повернутися у Вашингтон деякі зустріли запевненнями, що він надто поспішає взяти на себе владу.
Взявши спадщину Кеннеді, Джонсон заявив, що "жодна меморіальна орація чи похвала не може красномовніше вшанувати пам'ять президента Кеннеді, ніж якнайшвидше прийняття законопроєкту про громадянські права, за який він так довго боровся". Хвиля національного горя після вбивства дала величезний імпульс законодавчому порядку денному Джонсона. 29 листопада 1963 року Джонсон видав розпорядження про перейменування Центру запуску операцій НАСА на острові Мерріт, штат Флорида, як космічний центр Кеннеді , а також розташований поблизу станції ВПС Кейп Канаверал як мис Кеннеді.
У відповідь на попит громадськості на відповіді та зростаючу кількість теорій змови, Джонсон створив комісію на чолі з головним суддею Ворреном, відому як Комісія Уоррена, для розслідування вбивства Кеннеді. Комісія провела обширні дослідження та слухання і одноголосно дійшла висновку, що Лі Харві Освальд діяв один в ході вбивства. Оскільки офіційний звіт комісії був опублікований у вересні 1964 р., проводилися інші федеральні та муніципальні розслідування, більшість з яких підтримують висновки, зроблені у звіті Комісії Воррена. Тим не менш, значний відсоток опитаних американців все ще свідчить про віру в якусь змову.

## Адміністрація
Коли Джонсон вступив на посаду після смерті президента Кеннеді, він попросив існуючий Уряд залишитися на посаді. Незважаючи на свої сумнозвістні погані стосунки з новим президентом, генеральний прокурор Роберт Ф. Кеннеді залишався на посаді генпрокурора до вересня 1964 року, коли він подав у відставку, щоб балотуватися в сенат США. Четверо членів кабінету Кеннеді, яких Джонсон успадкував - державний секретар Дін Раск, міністр внутрішніх справ Стюарт Юдалл, міністр сільського господарства Орвіль Л. Фріман і міністр праці У. Віллард Віртц - збереглися до кінця президентства Джонсона. Інші члени адміністрації Кеннеді, в тому числі міністр оборони Роберт Макнамара, залишили свою посаду під час перебування на посаді Джонсона. Після створення Департаменту житлового господарства та містобудування в 1965 році Джонсон призначив Роберта К. Вівера на посаду глави цього департаменту, зробивши Вівера першим секретарем кабінету афро-американцем в історії США.
Джонсон концентрував прийняття рішень у своєму значно розширеному персоналі Білого дому. Багато хто з найвидатніших призначених співробітників Кеннеді, включаючи Теда Соренсена та Артура М. Шлезінгера-молодшого, пішли незабаром після смерті Кеннеді. Інші співробітники Кеннеді, включаючи радника з національної безпеки МакГордже Бенді та Ларрі О'Браєн, відіграли важливу роль в адміністрації Джонсона. В Джонсона не було офіційного начальника апарату Білого дому. Спочатку його багаторічний адміністративний помічник Вальтер Дженкінс очолював щоденні операції в Білому домі. Білл Моєрс, наймолодший член штабу Джонсона, був найнятий на початку президентства Джонсона. Моєрс швидко піднявся в перші ряди помічників президента і неофіційно виступив як керівник апарату президента після відставки Дженкінса. Джордж Ріді зайняв пост прес-секретаря Білого дому, в той час як Горацій Басбі, цінний помічник Джонсона в різних точках в своїй політичній кар'єрі, служив в першу чергу як мовним письменником і політичним аналітиком. Серед інших помітних співробітників Джонсона-Джек Валенті, Джордж Крістіан, Джозеф А. Каліфано-молодший, Річард Н. Гудвін і В. Марвін Уотсон.

### Віце-президентство

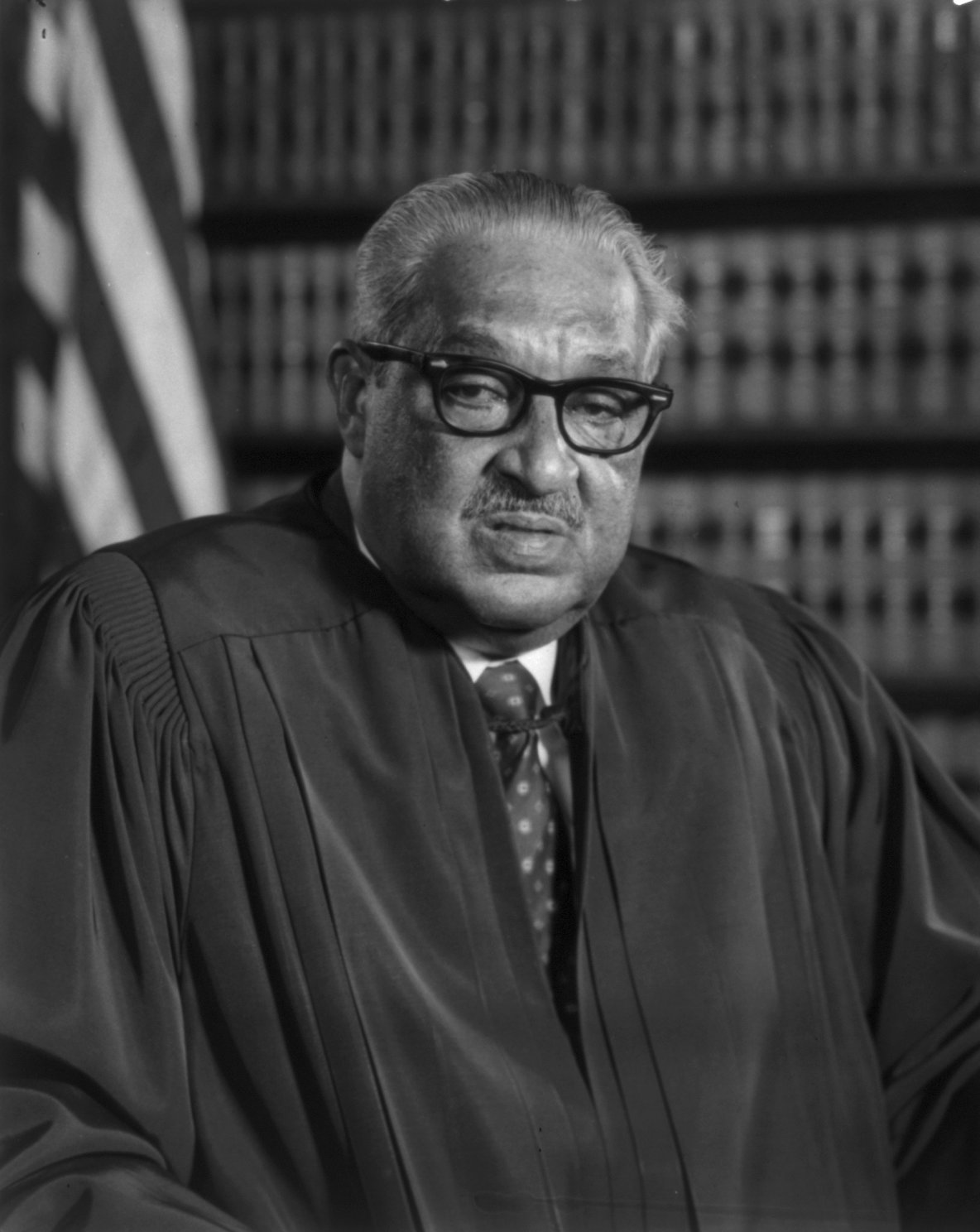
Призначений Джонсоном у 1967 році, Тургуд Маршалл став першим афроамериканцем у Верховному суді

Протягом першого (425-денного) часткового терміну Джонсона посада віце-президента залишалася вакантною, оскільки на той час не було можливості заповнити вакантну посаду віце-президентства. Джонсон обрав сенатора Г'юберта Гамфрі з Міннесоти, провідного ліберала, своїм керівником на виборах 1964 року, а Хамфрі обіймав посаду віце-президента протягом другого терміну Джонсона.
5 липня 1965 року під керівництвом сенатора Бірч Бея та представника Емануеля Селлера Конгрес схвалив поправку до Конституції, яка стосується правонаступництва в президенти та встановлює процедури як для заповнення вакантної посади віце-президента, так і для відповіді на президентську посаду інвалідність. Він був ратифікований необхідною кількістю штатів 10 лютого 1967 року, ставши двадцять п'ятою поправкою до Конституції Сполучених Штатів.

## Судові призначення
Джонсон призначив дві посади у Верховному суді, перебуваючи на посаді. Передчуваючи судові виклики щодо його законодавчих заходів, Джонсон вважав, що було б вигідним мати близького довіреного у Верховному суді, який міг би надати йому внутрішню інформацію, і вибрав видатного адвоката та близького друга Абе Фортаса для виконання цієї ролі. Він створив вакансію в суді, переконавши суддю Голдберга стати послом Сполучених Штатів в ООН. Коли в 1967 році виникла друга вакансія, Джонсон призначив генерального адвоката Тургуда Маршалла до суду, і Маршалл став першим суддею афро-американцем Верховного суду в історії США. У 1968 році Джонсон висунув Фортаса, щоб перейти у відставку головного судді Ерла Воррена, і висунув Гомера Торнберрі, щоб перейти до Фортаса. Висунення Фортаса було переможене сенаторами, що протистояли його ліберальним поглядам та тісній зв'язці з президентом. Маршалл був би послідовним ліберальним голосом Суду до його відставки в 1991 році, але Фортас відступив від Верховного Суду в 1969 році.
Окрім призначень Верховного Суду, Джонсон призначив 40 суддів до апеляційних судів США та 126 суддів окружних судів Сполучених Штатів. Тут також у нього були суперечки щодо призначення судових рішень, причому один апеляційний та три кандидатури окружного суду не був підтверджений Сенатом США до закінчення його президентства.

## Зовнішні справи

### "Холодна війна"
Джонсон вступив на посаду під час "холодної війни", тривалого стану сильно збройної напруги між США та їх союзниками з одного боку та Радянським Союзом та його союзниками з іншого. Джонсон був прихильний до стримувальної політики, яка закликала США блокувати комуністичну експансію у В'єтнамі, але йому не вистачало знань та ентузіазму Кеннеді щодо зовнішньої політики та надав пріоритет внутрішнім реформам щодо основних ініціатив у зовнішніх справах.
Хоча активно займався стримуванням у Південно-Східній Азії, Близькому Сході та Латинській Америці, Джонсон став пріоритетним пошуком угод щодо контролю над озброєнням з Москвою. Радянський Союз також прагнув до тісніших відносин із Сполученими Штатами протягом середини-кінця 1960-х років, частково через все гірший китайсько-радянський розкол. Джонсон намагався зменшити напруженість з Китаєм, зменшивши обмеження на торгівлю, але початок культурної революції Китаю закінчився надіями на більшу зближення. Джонсон був стурбований тим, щоб запобігти можливості ядерної війни, і він прагнув зменшити напругу в Європі. Адміністрація Джонсона дотримувалася угод про контроль над озброєнням з Радянським Союзом, підписавши Договір про космічне середовище та Договір про нерозповсюдження ядерної зброї та заклала основу для переговорів щодо обмеження стратегічної зброї. Джонсон провів велику дружню зустріч з прем'єр-міністром Радянського Союзу Олексієм Косигіним на Конференції на вищому рівні в Гласборо в 1967 році, а в липні 1968 р. США, Британія та Радянський Союз підписали Договір про нерозповсюдження зброї., в якій кожен, що підписався, погодився не допомагати іншим країнам у розробці чи придбанні ядерної зброї. Запланований саміт по ядерному роззброєнню між Сполученими Штатами і Радянським Союзом був зірваний після того, як радянські війська жорстоко придушили в Празькій Весні, спробу демократизації в Чехословаччині.

### Близький Схід
Близькосхідна політика Джонсона спиралася на "три опори" Ізраїль, Саудівську Аравію та Іран. У середині 60-х років стурбованість ізраїльською програмою ядерної зброї призвела до посилення напруги між Ізраїлем та сусідніми арабськими державами, особливо Єгиптом. Одночасно Організація визволення Палестини розпочала теракти проти Ізраїлю з баз на Західному березі та Голанських висотах. Адміністрація Джонсона намагалася опосередкувати конфлікт, але повідомила через Фортас та інших, що не буде військових дій проти Ізраїлю. 5 червня 1967 року Ізраїль розпочав напад на Єгипет, Сирію та Йорданію, починаючи шестиденну війну. Ізраїль швидко захопив контроль над Газою, Західним берегом, Східним Єрусалимом та Синайським півостровом. 8 червня ізраїльські військові напали на американське судно в тому, що стало відомим як інцидент USS Liberty. Причина нападів залишається предметом суперечок, але США прийняли відшкодування і офіційне вибачення з боку Ізраїлю за напад. Коли ізраїльські сили зачинилися в сирійській столиці Дамаску, Радянський Союз погрожував війною, якщо Ізраїль не погодиться на припинення вогню. Джонсон тиснув ізраїльський уряд на прийняття припинення вогню, і війна закінчилася 11 червня. Після закінчення війни США та Британія підписали Резолюцію ООН 242, яка закликала Ізраїль звільнити територію, яку вона завоювала у війні.

### Латинська Америка
Під керівництвом помічника державного секретаря Томаса К. Манна США зробили акцент на Альянсі прогресу Кеннеді, який надав економічну допомогу Латинській Америці. Як і Кеннеді, Джонсон прагнув ізолювати Кубу, яка перебувала під владою Фіделя Кастро. У 1965 році домініканська громадянська війна почалася між урядом президента Дональда Рейда Кабрала та прихильниками колишнього президента Хуана Боша. За порадою Абе Фортаса Джонсон відправив понад 20 000 морських піхотинців до Домініканської Республіки. Їх роль була не стороною, а евакуацією американських громадян та наведенням порядку. США також допомогли укласти угоду, яка передбачає нові вибори. Використання сили Джонсона для припинення громадянської війни багатьох відчужувало в Латинській Америці, і значення регіону для адміністрації відступало, оскільки зовнішня політика Джонсона все більше переважала у В'єтнамській війні.

### Велика Британія та Західна Європа
Гарольд Вільсон, прем'єр-міністр Великої Британії з 1964 по 1970 рік, вірив у міцні "особливі відносини" зі Сполученими Штатами і хотів виділити свої стосунки з Білим домом для зміцнення власного престижу як державного діяча. Президент Ліндон Джонсон не любив Вільсона і ігнорував будь-які "особливі" відносини. Джонсону знадобилося і він попросив допомоги, щоб підтримати американський престиж, але Вільсон запропонував лише теплу словесну підтримку війни у В'єтнамі. Вільсон та Джонсон також різко відрізнялися від економічної слабкості Великої Британії та її зниження статусу світової держави. Історик Джонатан Колман робить висновок, що це було зроблено для найбільш незадовільних "особливих" відносин у 20 столітті.
По мірі одужання економіки Західної Європи європейські лідери все частіше прагнули переробити альянс як партнерство рівних. Ця тенденція, поряд із примирною політикою Джонсона щодо Радянського Союзу та його ескалацією війни у В'єтнамі, призвели до переломів всередині НАТО. Прохання Джонсона про те, щоб лідери НАТО направляли навіть токенізовані сили до Південного В'єтнаму, було відхилено лідерами, яким бракувало стратегічного інтересу в регіоні. Західна Німеччина і особливо Франція проводили незалежну зовнішню політику, а в 1966 р. Президент Франції Шарль де Голль вивів Францію з НАТО. Вихід Франції, поряд із скороченнями оборони Західної Німеччини та Великої Британії, значно послабили НАТО, але альянс залишився недоторканим. Джонсон утримався від критики де Голля, і він чинив опір закликам зменшити рівень американських військ на континенті.

### Південна Азія
Починаючи з 1954 року, американський союз з Пакистаном змусив Індію наблизитися до Радянського Союзу. Джонсон сподівався, що більш рівномірна політика щодо обох країн зменшить напруженість у Південній Азії та наблизить обидві країни до Сполучених Штатів. Він припинив традиційний американський поділ Південної Азії на «союзників» та «нейтралістів» і прагнув розвинути добрі стосунки з Індією та Пакистаном, постачаючи зброю та гроші обом, зберігаючи нейтралітет у їхній інтенсивній прикордонній ворожнечі. Його політика підштовхувала Пакистан до комуністичного Китаю та Індії ближче до Радянського Союзу. Джонсон також почав виховувати теплі особисті стосунки з прем'єр-міністром Індії та президентом Лалом Бахадуром Шастрі Аюб-хан з Пакистану. Однак він розпалив антиамериканські настрої в обох країнах, коли він скасував візити обох лідерів до Вашингтона.

### Список міжнародних поїздок
Джонсон здійснив одинадцять міжнародних поїздок до двадцяти країн під час свого президентства. Він пролетів 523 000 миль на борту Air Force One, перебуваючи на посаді. Одна з найнезвичайніших міжнародних подорожей в історії президента відбулася перед Різдвом у 1967 році. Президент розпочав цю поїздку, відправившись на панахиду за прем'єр-міністром Австралії Гарольдом Холтом, який зник у аварії з плаванням і був імовірно утоплений. Білий дім заздалегідь не повідомив пресі, що Президент здійснить першу навколосвітову президентську поїздку. Подорож була виконана за 26 959 миль лише за 112,5 годин (4,7 дня). ВВС один раз перетнув екватор, зупинився у військово-повітряній базі «Травіс», штат Каліфорнія, потім в Гонолулу, Паго Паго, Канберрі, Мельбурні, В'єтнамі, Карачі та Римі.

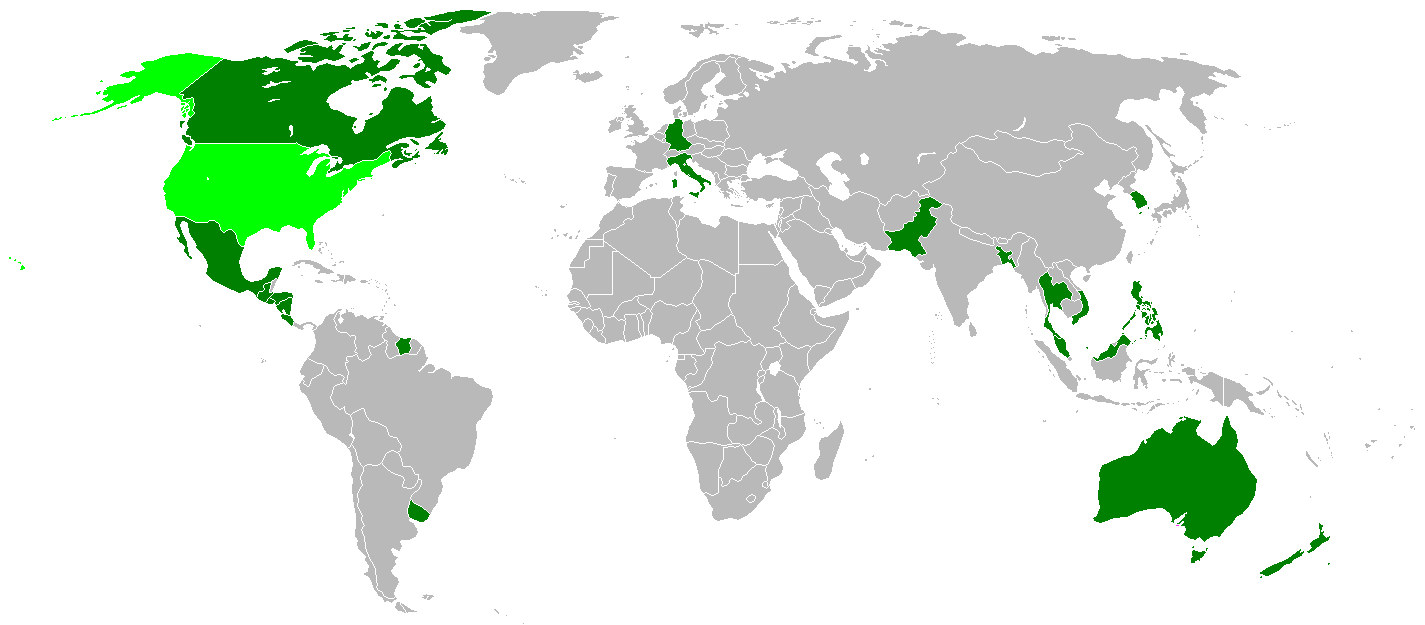
Країни, які відвідав Джонсон під час його президентства.

| №  | Дата                              | Країна            | Місце                                         | Деталі |
| -- | --------------------------------- | ----------------- | --------------------------------------------- | --- |
| 1  | 16 вересня 1964 року              | Канада            | Ванкувер                                      | Неформальний візит. Зустрівся з прем'єр-міністром Лестером Пірсоном під час церемоній, пов'язаних з Договором про річку Колумбія. |
| 2  | 14–15 квітня 1966 року            | Мексика           | Мексика, ДФ                                   | Неформальний візит. Зустрівся з президентом Густаво Діасом Ордасом. |
| 3  | 21–22 серпня 1966 року            | Канада            | Острів Кампобелло                             | Покладено наріжний камінь у міжнародному парку Рузвельта Кампобелло. Неформально звернувся до прем'єр-міністра Лестера Б. Пірсона. |
| 4  | 19–20 жовтня 1966 року            | Нова Зеландія     | Веллінгтон                                    | Державний візит. Зустрівся з прем'єр-міністром Кітом Холіоке. |
| 4  | 20–23 жовтня 1966 року            | Австралія         | Канберра, Мельбурн, Сідней, Брисбен, Таунсвіл | Державний візит. Зустрівся з генерал-губернатором Річардом Кейсі та прем'єр-міністром Гарольдом Холтом. Запропонований візитом "подяки" за тверду підтримку урядом Австралії зусиль у війні у В'єтнамі, президента та першої леді зустріли демонстрації антивоєнних протестувальників. |
| 4  | 24–26 жовтня 1966 року            | Філіппіни         | Маніла, Лос-Баньос, Корегідор                 | Був на саміті з главами держав та урядів Австралії, Південної Кореї, Нової Зеландії, Філіппін, Південного В'єтнаму та Таїланду. Зустріч закінчилася промовами протистояти комуністичній агресії та пропагувати ідеали демократії та розвитку у В'єтнамі та всій Азії.                  |
| 4  | 26 жовтня 1966 року               | Південний В'єтнам | Кам-Ран-Бей                                   | Відвідав американських військових. |
| 4  | 27–30 жовтня 1966 року            | Таїланд           | Бангкок                                       | Державний візит. Зустрівся з королем Пуміболом Адульядеєм. |
| 4  | 30–31 жовтня 1966 року            | Малайзія          | Куала-Лумпур                                  | Державний візит. Зустрівся з прем'єр-міністром Тунку Абдулом Рахманом |
| 4  | 31 жовтня - 2 листопада 1966 року | Південна Корея    | Сеул, Сувон                                   | Державний візит. Зустрівся з президентом Парк Чунг-Хе та прем'єр-міністром Чунг Ір-Кваном. Звернувся до Національних зборів. |
| 5  | 3 грудня 1966 року                | Мексика           | Місто Акунья                                  | Неформальна зустріч з президентом Густаво Діасом Ордасом. Очікувана конструкція греблі Амістад. |
| 6  | 11–14 квітня 1967 року            | Уругвай           | Пунта-дель-Есте                               | Зустріч на вищому рівні з главами держав Латинської Америки |
| 6  | 14 квітня 1967 року               | Суринам           | Парамарибо                                    | Зупинка заправки на шляху з Уругваю. |
| 7  | 23–26 квітня 1967 року            | Західна Німеччина | Бонн                                          | Був на похоронах канцлера Конрада Аденауера і розмовляв з різними главами держав. |
| 8  | 25 травня 1967 року               | Канада            | Монреаль, Оттава                              | Зустрівся з генерал-губернатором Роланом Мішенером. Відвідав Експо 67. Неформально звертався до прем'єр-міністра Лестера Б. Пірсона. |
| 9  | 28 жовтня 1967 року               | Мексика           | Сьюдад Хуарес                                 | Був переїздом Ель Шамісал зі США в Мексику. Розмовляв з президентом Густаво Діасом Ордасом. |
| 10 | 21–22 грудня 1967 року            | Австралія         | Канберра                                      | Відвідав похорон прем'єр-міністра Гарольда Холта. Розмовляв з іншими присутніми главами держав. |
| 10 | 23 грудня 1967 року               | Таїланд           | Хорат                                         | Відвідав американських військових. |
| 10 | 23 грудня 1967 року               | Південний В'єтнам | Кам-Ран-Бей                                   | Відвідав американських військових. Звертаючись до військ, Джонсон заявляє, "... всі виклики були виконані. Ворог не побитий, але він знає, що зустрів свого господаря в цій галузі".                                                                                                   |
| 10 | 23 грудня 1967 року               | Пакистан          | Карачі                                        | Зустрівся з президентом Аюб Ханом. |
| 10 | 23 грудня 1967 року               | Італія            | Рим                                           | Зустрілися з президентом Джузеппе Сарагатом та прем'єр-міністром Альдо Моро |
| 10 | 23 грудня 1967 року               | Ватикан           | Апостольський палац                           | Аудієнція у папи Павла VI. |
| 11 | 6–8 липня 1968 року               | Сальвадор         | Сан-Сальвадор                                 | Відвідав Конференцію президентів республік Центральної Америки. |
| 11 | 8 липня 1968 року                 | Нікарагуа         | Манагуа                                       | Неформальний візит. Зустрівся з президентом Анастасіо Сомоса Дебайле. |
| 11 | 8 липня 1968 року                 | Коста-Ріка        | Сан-Хосе                                      | Неформальний візит. Зустрівся з президентом Жозе Хоакіном Трехосом Феррандесом |
| 11 | 8 липня 1968 року                 | Гондурас          | Сан-Педро Сула                                | Неформальний візит. Зустрівся з президентом Освальдо Лопесом Ареллано |
| 11 | 8 липня 1968 року                 | Гватемала         | Гватемала-Сіті                                | Неформальний візит. Зустрівся з президентом Хуліо Сезаром Мендесом Чорногорії |

## Внутрішні справи

### Внутрішня програма Великого суспільства

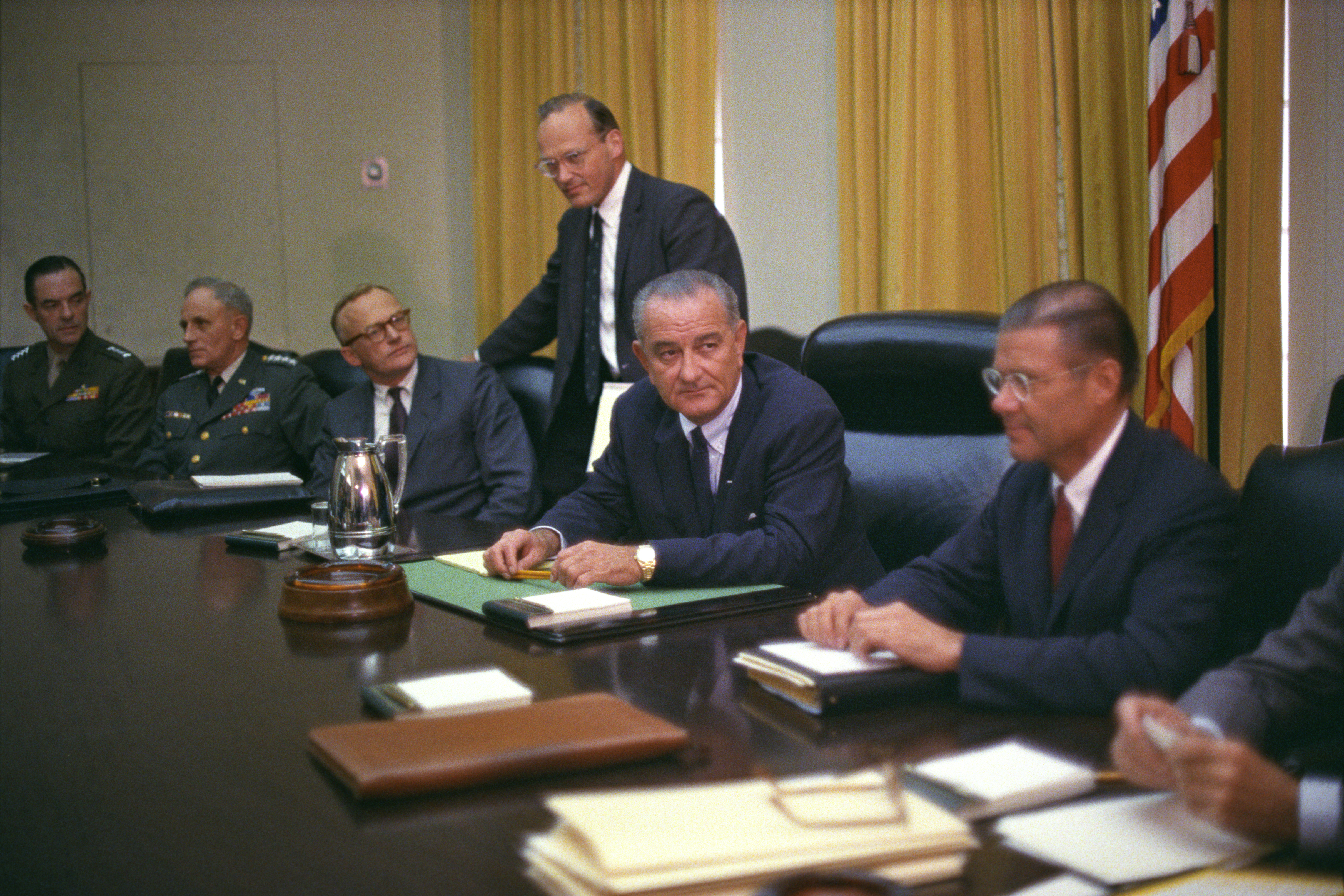
Джонсон на засіданні Уряду в липні 1965 року

Незважаючи на свою політичну майстерність та попередню службу лідером більшості в сенаті, Джонсон значною мірою перебував у складі адміністрації Кеннеді. Він зайняв посаду, рішуче забезпечений прийняттям незавершеного порядку денного Кеннеді, який, здебільшого, залишався розлитим у різних комітетах конгресу. Багато ліберальних ініціатив, прихильників Кеннеді та Джонсона, десятиліттями блокували консервативна коаліція республіканців та південних демократів. В ніч, коли Джонсон став президентом, він запитав помічника, «чи ти розумієш, що кожне питання, яке є сьогодні на моєму столі, було на моєму столі, коли я прийшов в Конгрес у 1937 році?» На початку 1964 року Джонсон почав використовувати назву «Велике суспільство», щоб описати його вітчизняну програму; цей термін був придуманий Річардом Гудвіном, і він був виведений із спостереження Еріка Голдмана про те, що назва книги Вальтера Ліппмана «Добре суспільство» найкраще відображала сукупність порядку денного президента. Програма «Велике суспільство» Джонсона охоплювала рух оновлення міст, сучасний транспорт, чисте довкілля, боротьба з бідністю, реформа охорони здоров'я, контроль над злочинністю та освітня реформа. Для забезпечення проходження своїх програм Джонсон зробив безпрецедентний акцент на відносинах з Конгресом.

### Оподаткування та бюджет
Під впливом кейнсіанської школи економіки Кеннеді запропонував зниження податків, покликане стимулювати споживчий попит та зменшити рівень безробіття. Законопроєкт Кеннеді був ухвалений Палатою, але він зіткнувся з опозицією з боку Гаррі Берда, голови Комітету з питань фінансів Сенату. Після того, як Джонсон вступив на посаду і погодився зменшити загальний федеральний бюджет до менш ніж 100 мільярдів доларів, Берд відмовився від опозиції, розчистивши шлях до прийняття Закону про прибуток 1964 року. Закон, внесений до закону 26 лютого 1964 року, актом знизив індивідуальні ставки податку на прибуток у межах приблизно 20 відсотків, знизив максимальну граничну ставку податку з 91 до 70 відсотків та трохи знизив ставки податку на прибуток підприємств. Ухвалення давно зменшених податків сприяло зусиллям рухатись до законодавства про громадянські права.
Незважаючи на період сильного економічного зростання, великі витрати на війну у В'єтнамі та внутрішні програми сприяли зростанню дефіциту бюджету, а також періоду інфляції, який триватиме до 1970-х років. Між фінансовими роками 1966 та 1967 рр. дефіцит бюджету збільшився вдвічі до 8,6 млрд. Дол. США, і він продовжував зростати у 1968 фінансовому році. Щоб протистояти цьому зростаючому дефіциту бюджету, Джонсон неохоче підписав другий законопроєкт про податки, дохід та Закон про контроль видатків 1968 р., який включав поєднання збільшення податків та скорочення витрат, створюючи профіцит бюджету за 1969 фінансовий рік.
| Рік  | Дохід | Витрати | Надлишок / дефіцит | ВВП   | Борг як% від ВВП |
| ---- | ----- | ------- | ------------------ | ----- | ---------------- |
| 1963 | 106.6 | 111.3   | -4.8               | 619.3 | 41.0             |
| 1964 | 112.6 | 118.5   | -5.9               | 662.9 | 38.7             |
| 1965 | 116.8 | 118.2   | -1.4               | 710.7 | 36.7             |
| 1966 | 130.8 | 134.5   | -3.7               | 781.9 | 33.7             |
| 1967 | 148.8 | 157.5   | -8.6               | 838.2 | 31.8             |
| 1968 | 153.0 | 178.1   | -25.2              | 899.3 | 32.2             |
| 1969 | 186.9 | 183.6   | 3.2                | 982.3 | 28.3             |

### Війна з бідністю

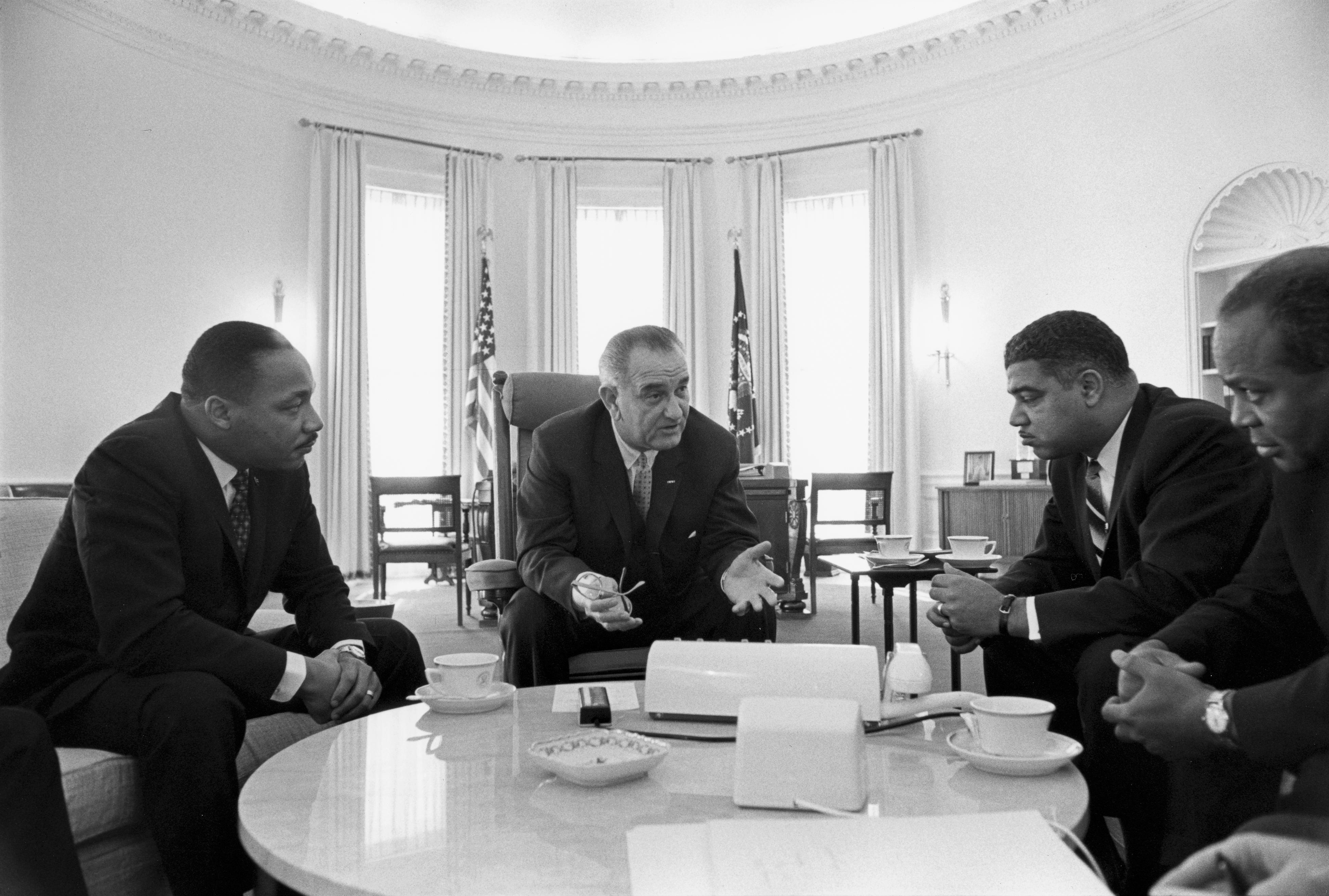
Зустріч Джонсона з лідерами громадянських прав Мартіном Лютером Кінг-молодшим (ліворуч), Вітні Янг та Джеймсом Фармером у 1964 році.

Публікація "Іншої Америки" в 1962 році допомогла підвищити рівень бідності як суспільного питання, і адміністрація Кеннеді почала формувати ініціативу проти бідності. Джонсон спирався на цю ініціативу, і в своєму зверненні про стан союзу 1964 р. Зазначав: "ця адміністрація сьогодні, тут і зараз, оголошує безумовну війну з бідністю в Америці". У квітні 1964 р. Джонсон запропонував Закон про економічні можливості 1964 р., який створив Управління економічних можливостей (ОЕО) для нагляду за місцевими агенціями дій громади, яким доручено віддати допомогу особам, які перебувають у бідності. Законопроєкт відображав переконання Джонсона, що уряд може найкращим чином допомогти збіднілим, надаючи їм економічні можливості. Джонсон був в стані заручитися підтримкою досить консервативних демократів прийняти законопроєкт, який він підписав 20 серпня 1964 року. Під керівництвом Сарджента Шрайвера, то OEO розроблені програми, такі як Head Start і Юридичні послуги. Джонсон також переконав Конгрес схвалити Закон про харчові марки 1964 року, які стали постійними пілотними програмами продовольчої марки, ініційованими президентом Кеннеді.
У серпні 1965 року Джонсон підписав закон про житлово-містобудівний розвиток 1965 року. Законодавство, яке він назвав "єдиним найважливішим проривом" у федеральній житловій політиці з 1920-х років, значно розширило фінансування існуючих федеральних житлових програм та додало нові програми для надання субсидій на оренду літнім та інвалідам, гранти на реабілітацію житла бідним власникам будинків, положення щодо того, щоб ветерани здійснювали дуже низькі внески, щоб отримати іпотеку; новий орган для сімей, які мають право на розміщення державного житла у порожньому приватному житлі (разом із субсидіями орендодавцям), і відповідність грантам місцевим населенню на будівництво водопровідних та каналізаційних споруд, будівництво громадських центрів у районах з низьким рівнем доходів та благоустрій міста. Через чотири тижні, 9 вересня, президент підписав законодавство про створення Міністерства житлового господарства та містобудування США.
Джонсон зробив додатковий крок у війні з бідністю зусиллями з відновлення міста, представляючи Конгресу в січні 1966 р. "Програму демонстраційних міст". Щоб мати право, місто повинно продемонструвати готовність "заарештувати занепокоєння та занепад та зробити істотний вплив на розвиток всього його міста". Джонсон вимагав інвестицій у розмірі 400 мільйонів доларів на рік на загальну суму 2,4 мільярда доларів. Наприкінці 1966 року Конгрес прийняв істотно скорочену програму вартістю 900 мільйонів доларів, яку Джонсон згодом назвав Програмою модельних міст. В результаті війни Джонсона проти бідності, а також сильної економіки загальнодержавний рівень бідності знизився з 20 відсотків у 1964 році до 12 відсотків у 1974 році.
У серпні 1968 року Джонсон прийняв ще більший пакет фінансування, призначений для розширення допомоги містам, Закон про житлово-комунальне будівництво 1968 року. Програма поширювалася на законодавство 1965 року, але створила дві нові програми фінансування житла, розроблені для сімей з помірними доходами, розділи 235 та 236, і значно розширила підтримку житлового житла та оновлення міст.

### Освіта
Джонсон, чий власний путівник через бідність був державною освітою в Техасі, палко вважав, що освіта - це ліки від невігластва та бідності. Фінансування освіти в 1960-х роках було особливо жорстким через демографічні виклики, які постали перед великим поколінням Бебі Буму, але Конгрес неодноразово відхиляв збільшення федерального фінансування державних шкіл. Обурений своєю перемогою на виборах 1964 р., на початку 1965 р. Джонсон запропонував Закон про початкову та середню освіту (ESEA), який би подвоїв федеральні витрати на освіту з 4 до 8 мільярдів доларів. Законопроєкт швидко прийняли обидві палати Конгресу з великою відмінністю. ESEA збільшила фінансування всіх шкільних округів, але спрямовувала більше грошей на округи, які мали велику частку учнів із бідних сімей. Законопроєкт пропонував фінансування приходських шкіл опосередковано, але перешкоджав шкільним округам, які практикували сегрегацію, отримувати федеральне фінансування. Федеральна частка витрат на освіту зросла з 3 відсотків в 1958 році до 10 відсотків у 1965 році, і продовжує рости після 1965 року Закон також сприяв значному збільшенню темпів десегрегації, як частка Південних афро-американських учнів, які відвідують інтегровані школи, зросли з двох відсотків у 1964 році до 32 відсотків у 1968 році.
Друга основна програма освіти Джонсона - Закон про вищу освіту 1965 р., який зосереджувався на фінансуванні студентів з нижчим рівнем доходу, включаючи гранти, гроші на навчання та державні позики. Коефіцієнт закінчення коледжу зростав після прийняття закону, причому відсоток випускників коледжів зменшився втричі з 1964 по 2013 рр. Джонсон також підписав третій важливий законопроєкт про освіту в 1965 році, встановлюючи програму Head Start для надання дотацій дошкільним навчальним закладам.

### Навколишнє середовище
Публікація "Тихої весни" Рейчел Карсон 1962 року привернула нову увагу до екологізму та небезпеки забруднення, що становлять для здоров'я населення. Джонсон утримував постійного про-екологічного міністра внутрішніх справ Кеннеді Стюарта Удалла і підписав до закону численні законопроєкти, спрямовані на захист довкілля. Він підписав закон про чисте повітря 1963 року, запропонований Кеннеді. Закон про чисте повітря встановлює норми викидів для стаціонарних випромінювачів забруднюючих речовин та спрямовує федеральне фінансування на дослідження якості повітря. У 1965 році в акт було внесено зміни до Закону про контроль забруднення повітряних транспортних засобів, який наказував федеральному уряду встановити та застосовувати національні стандарти контролю викидів забруднюючих речовин від нових автомобілів та двигунів. У 1967 році Джонсон та сенатор Едмунд Маскі привели ухвалення Закону про якість повітря 1967 року, який збільшив федеральні субсидії на державні та місцеві програми контролю забруднення.
У вересні 1964 р. Джонсон підписав закон про створення Фонду з охорони земель і води, який сприяє придбанню земель, які використовуються для федеральних і державних парків. Того ж місяця він підписав Закон про дику природу, який створив Національну систему збереження природи. У 1965 р. Перша леді Леді Берд Джонсон взяла на себе ініціативу в прийнятті Закону про благоустрій шосе. Того ж року Маскі ввів ухвалення Закону про якість води 1965 року, хоча консерватори позбавили положення акта, який дав би федеральному уряду повноваження встановлювати стандарти чистої води.

### Імміграція
Сам Джонсон не вважав імміграцію найвищим пріоритетом, проте демократи конгресу на чолі з Емануелем Селлером прийняли чинний закон про імміграцію та національність 1965 року. Закон скасував формулу національного походження, яка обмежувала еміграцію з країн за межами Західної Європи та Західної півкулі. Закон не сильно збільшив кількість іммігрантів, яких щороку пускатимуть до країни (приблизно 300 000), але він передбачав возз'єднання родин. Положення, яке дозволяло деяким іммігрантам в'їжджати в країну незалежно від загальної кількості іммігрантів. Багато в чому завдяки забезпеченню сім'ї, загальний рівень імміграції збільшився набагато вище очікуваного. Ті, хто писав закон, очікували, що це призведе до більшої імміграції з Південної Європи та Східної Європи, а також відносно незначних наслідків імміграції з Азії та Африки. Всупереч цим очікуванням, основне джерело іммігрантів відійшло від Європи; до 1976 року більше половини легальних іммігрантів прибули з Мексики, Філіппін, Кореї, Куби, Тайваню, Індії чи Домініканської Республіки. Відсоток народжених за кордоном у США збільшився з 5 відсотків у 1965 році до 14 відсотків у 2016 році. Джонсон також підписав Закон про коригування Куби, який надав кубинським біженцям простіший шлях до постійного проживання та громадянства.

### Інші питання

#### Культурні ініціативи
Джонсон створив нову роль для федерального уряду в підтримці мистецтв, гуманітарних наук та громадського мовлення. Для підтримки гуманістів та художників його адміністрація створила Національний фонд гуманітарних наук та Національний фонд мистецтв. У 1967 році Джонсон підписав Закон про суспільне мовлення для створення освітніх телевізійних програм. У 1950-х роках уряд відклав радіо-групи для освітніх неприбутків, а Федеральна комісія з питань комунікацій при президенті Кеннеді призначила перші федеральні гранти освітнім телеканалам, але Джонсон прагнув створити яскраве суспільне телебачення, це сприяло б різноманіттю на місцях, а також освітніх програм. Законодавство, яке ґрунтувалося на висновках Комісії Карнегі з питань освітнього телебачення, створило децентралізовану мережу громадських телеканалів.

#### Космічна програма

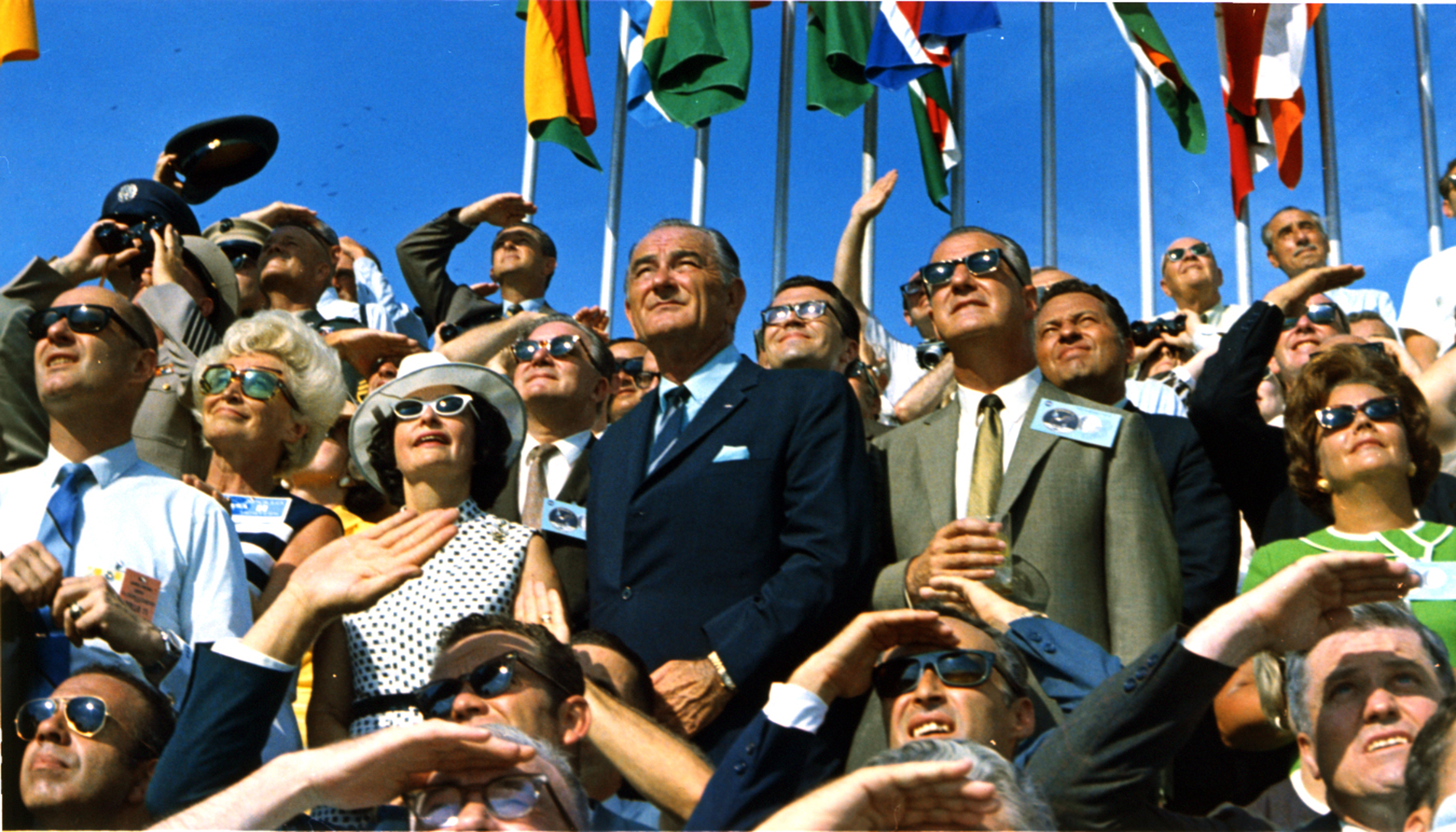
Джонсон (ліворуч у центрі) та віце-президент Спіро Агню (праворуч у центрі) свідчать про виживання Аполлона 11.

Поки Джонсон перебував на посаді, NASA проводило космічну програму пілотів "Джеміні", розробила ракету "Сатурн V" та підготувалась до здійснення перших польотів програми "Аполлон". 27 січня 1967 року нація була приголомшена, коли весь екіпаж "Аполлона 1" — Вірджил Гріссом, Ед Вайт та Роджер Чаффі — загинули у пожежі кабіни під час випробування космічного корабля на стартовому майданчику, зупинивши програму на своїх слідах. Замість того, щоб призначити чергову комісію у стилі Уоррена, Джонсон прийняв прохання адміністратора Джеймса Е. Вебба про те, щоб NASA було дозволено проводити власне розслідування, вважаючи себе відповідальним перед Конгресом та президентом. Агентство скликало комісію з розгляду аварій "Аполлон 204", щоб визначити причину пожежі, і обидві палати Конгресу провели власні розслідування в комітеті, розглядаючи розслідування НАСА. Через все це підтримка президента НАСА ніколи не коливалась. Програма відновилася, і до кінця терміну Джонсона були успішно виконані дві пілотовані місії — Аполлон 7 та Аполлон 8 (перша на орбіті Місяця ). Через півроку після виходу з посади Джонсон взяв участь у запуску " Аполлон 11", першої місії посадки на Місяць

#### Контроль за зброєю
Після вбивств Джона Ф. Кеннеді, Роберта Ф. Кеннеді та Мартіна Лютера Кінга-молодшого, а також після масових розстрілів, таких як той, який здійснив Чарльз Вітман, Джонсон наполягав на прийнятті головного закону щодо управління зброєю. 22 жовтня 1968 року Ліндон Джонсон підписав Закон про управління зброєю 1968 року, один з найбільших і найбільш віддалених федеральних законів про управління зброєю в історії Америки. Цей захід забороняв засудженим злочинцям, споживачам наркотиків та психічно хворих купувати пістолети та підвищував вимоги до обліку та ліцензування. Джонсон намагався вимагати ліцензування власників зброї та реєстрації всієї вогнепальної зброї, але не зміг переконати Конгрес прийняти більш сильний законопроєкт.

#### Реклама тютюну
У січні 1964 року генеральний хірург Лютер Террі видав детальний звіт про куріння та рак легенів. Звіт "потрапив у країну, як бомба", пізніше Террі зазначив, це стає "новиною на головній сторінці та головною новиною на всіх радіо- і телевізійних станціях у США та багатьох країнах". Звіт Террі спонукав Конгрес прийняти закон про маркування сигарет і рекламу в липні 1965 року, вимагаючи від виробників сигарет розмістити попереджувальну етикетку на стороні пачок сигарет, вказуючи: "Обережно: куріння сигарет може бути небезпечним для вашого здоров'я".

## Вибори

### Вибори 1964 р.

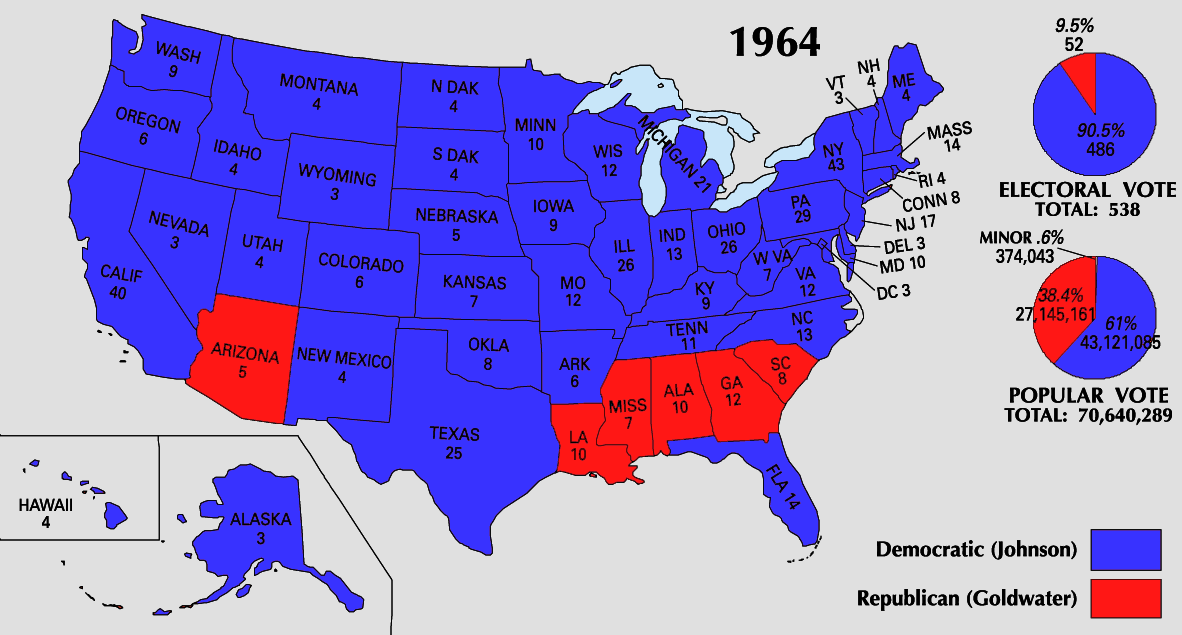
Результати виборів 1964 року.

Губернатор сегрегації Джордж Уоллес увійшов до декількох демократичних президентських праймеріз 1964 року, взявши велику частку голосів у кількох штатах, перш ніж оголосити, що буде домагатися президентства як незалежний кандидат чи кандидат третьої сторони. Тим часом Республіканська партія побачила суперечливу серію праймеріз між консервативним сенатором Баррі Голдвотером з Аризони та губернатором лібералів Нью-Йорка Нельсоном Рокфеллером. Рокфеллер виявився в один момент переможцем, але розлучення сильно пошкодило його кандидатуру. У червні 1964 року Голдвотер став фаворитом і він був офіційно висунутий на Республіканській національній конвенції в липня 1964 року. Після висування Голдвотера, Уоллес прислухався до прохань південних консерваторів вийти з перегонів.
Національна Демократична Конвенції 1964 року, знову номінувала Джонсона і святкувала свої досягнення після менш ніж за один рік в офісі. На початку кампанії Роберт Ф. Кеннеді був широко популярним вибором, щоб стати кандидатом у віце-президенти Джонсона, але Джонсон і Кеннеді ніколи не любили один одного. Г'юберт Гамфрі був врешті обраний на посаду партнера Джонсона, оскільки кампанія Джонсона сподівалася, що Гамфрі посилить кандидатуру на Середньому Заході та на промисловому Північному Сході. Джонсон, добре знаючи ступінь розчарування, властивого віце-президенту, перевів Гамфрі через інтерв'ю, щоб гарантувати його абсолютну лояльність і ухваливши рішення, він тримав повідомлення від преси до останнього моменту, щоб максимально розширити спекуляції в ЗМІ. Наприкінці Демократичної конвенції опитування показали, що Джонсон перебуває в зручному положенні для отримання переобрання.
Голдвотер був, мабуть, найбільш консервативним головним кандидатом на партію з моменту проходження Нового Курсу, і Джонсон і Голдвотер намагалися зобразити вибори як вибір між лібералом і консерватором. На початку президентської кампанії 1964 року Голдвотер виявився сильним конкурентом, оскільки його підтримка на Півдні загрожувала перевернути південні штати до Республіканської партії. Однак Голдвотера втрачав оберти в міру просування кампанії. 7 вересня 1964 року менеджери кампанії Джонсона транслювали "Рекламу Дейзі", в якій успішно зобразив Голдвотерв як небезпечну грілку. Поєднання ефективної рекламної кампанії, сприйняття екстремізму, погана організація кампанії Голдвотера та популярність Джонсона призвели демократів до головної перемоги на виборах. Джонсон переміг у президенти на виборах, набравши 61,05 відсотка голосів, що є найбільшою часткою народного голосування, виграного будь-яким кандидатом у президенти з виборів президента 1820 року. У Виборчому коледжі Джонсон переміг Голдуотера з відступом від 486 до 52. Єдині перемоги Голдвотер були в його рідному штаті Аризона та п'яти штатах на Глибокому Півдні. Під час паралельних виборів до конгресу, Демократична партія зросла більшість як в палаті, так і в сенаті. Величезна перемога на виборах спонукала Джонсона запропонувати ліберальне законодавство на 89-му Конгресі США.

### Проміжні вибори 1966 року
Коаліція великих бізнесменів, профспілок, ліберальної інтелігенції, білих етнічних меншин та негрів Джонсона почала розпадатися ще до виборів 1966 року. Профспілки не робили так добре, як корпорації протягом років Джонсона. Соціальне благополуччя мало погано, оскільки американці віддавали перевагу зменшенню податків перед соціальними поліпшеннями. Велике суспільство було ще більше послаблене реакціями проти міського насильства (білими етніками) та проти війни у В'єтнамі (інтелектуалами та студентами). Республіканці проводили агітацію з питань законності та правопорядку, пов’язаних із міськими заворушеннями, веденням Джонсоном війни у В'єтнамі та млявою економікою; вони попередили про настання інфляції та зростання федерального дефіциту.
На проміжних виборах 1966 року демократи втратили 47 депутатів у палаті республіканців, а також три в Сенаті. Тим не менше, демократи зберегли контроль над більшістю як Палати, так і Сенату. Втрати найгірше вплинули на ліберальне крило партії, що, в свою чергу, знизило здатність Джонсона просунути свою програму порядку денного через Конгрес. Вибори також допомогли республіканцям реабілітувати свій імідж після катастрофічної кампанії 1964 року.

### Вибори 1968 року

#### Праймеріз Президента
Оскільки Джонсон відбував менше двох років терміну президентства Кеннеді, Джонсон мав конституційно право на обрання до другого повного терміну на президентських виборах 1968 року відповідно до положень 22-ї поправки. Однак, починаючи з 1966 року, преса відчула "розрив у довірі" між тим, що Джонсон говорив на прес-конференціях, і тим, що відбувалося на місцях у В'єтнамі, що призвело до набагато менш сприятливого висвітлення. До кінця року демократичний губернатор Міссурі, Уоррен Е. Хернес, попередив, що "розчарування щодо В'єтнаму, занадто великі федеральні витрати та оподаткування, велика підтримка громадськістю для ваших програм Великого суспільства та громадське невдоволення програмами громадянських прав" погіршили становище президента. У січні 1967 р. Джонсон похвалився, що заробітна плата була найвищою в історії, безробіття було на 13-річному мінімумі, а прибутки підприємств та доходи від фермерських господарств були більшими, ніж будь-коли. На запитання пояснити, чому він непопулярний, Джонсон відповів: "Я є домінуючою особистістю, і коли я все дороблю, я не завжди радую всіх людей". 

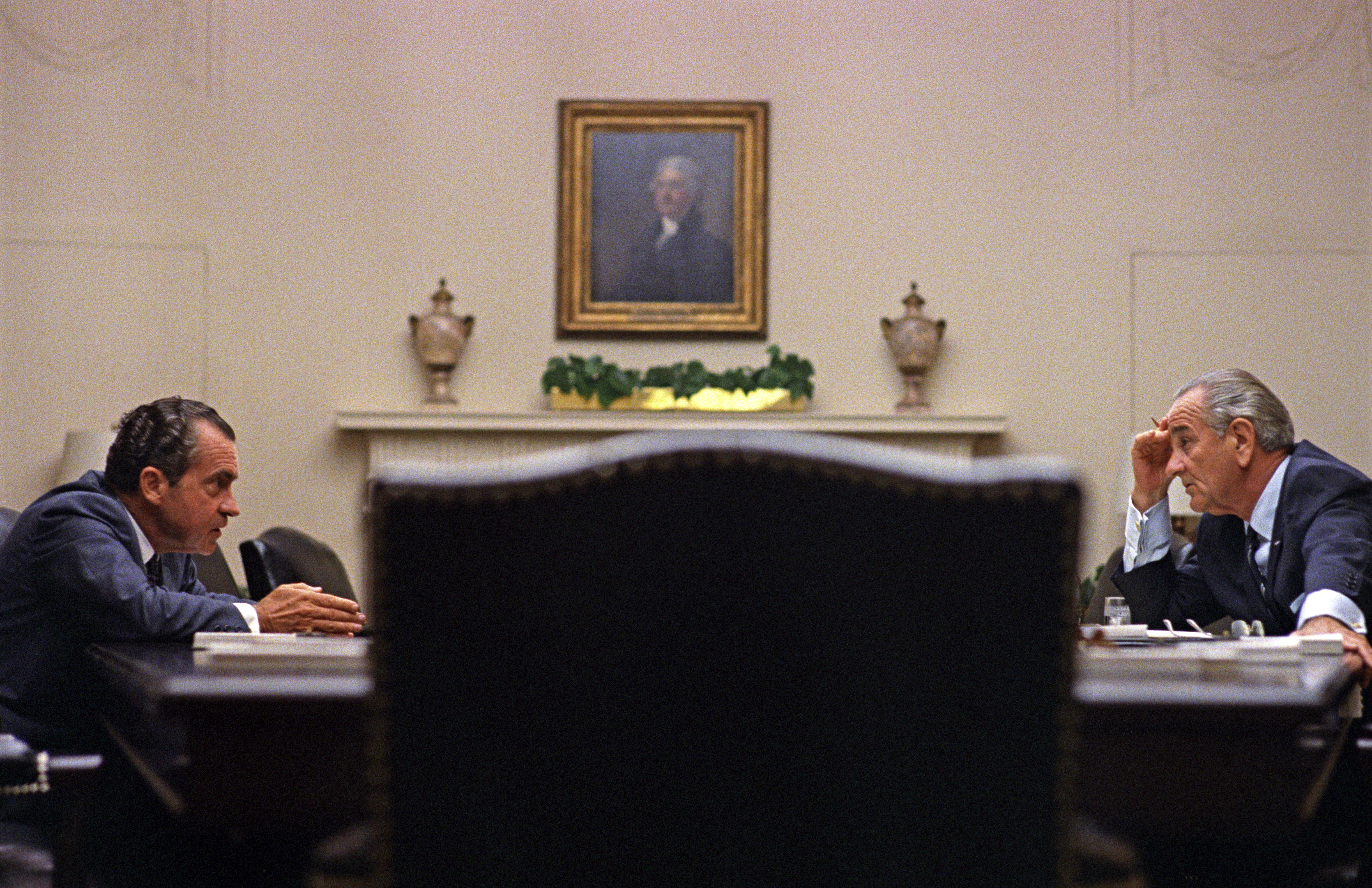
Президент Джонсон зустрівся з Річардом Ніксоном у липні 1968 року

З наближенням виборів 1968 року Джонсон почав втрачати контроль над Демократичною партією, яка розкололася на чотири фракції. До першої групи входили Джонсон та Гамфрі, профспілки та місцеві партійні боси (на чолі з мером Чикаго Річардом Дж. Дейлі). Другу групу складали антивоєнні студенти та інтелектуали, які згуртувалися за сенатором Юджином Маккарті з Міннесоти, намагаючись "скинути Джонсона". Третя група включала католиків, латиноамериканців та афроамериканців, які згуртувалися за Робертом Кеннеді. Четверту групу складали традиційно сегрегаціоністи білих південників, як Джордж К. Уоллес. Незважаючи на зростаючу непопулярність Джонсона, загальноприйнята мудрість вважала, що неможливо відмовити у повторному висуванні на посаду президента. Тим не менш, Маккарті прийшов напрочуд близько в первинному першочерговому демократичному штаті в Нью-Гемпширі, який відбувся в кампанії 1968 року. Перемога Маккарті широко сприймалася як показник сили антивоєнного руху в Демократичній партії, і Кеннеді приєднався до змагань 16 березня. Наприкінці виступу 31 березня Джонсон шокував націю, коли оголосив, що не буде балотуватися на переобрання, укладаючи рядком: "Я не буду домагатися і не прийму висунення моєї партії на інший термін на посаду вашого президента". Наступного дня рейтинг його схвалення збільшився з 36 до 49 відсотків.
Історики обговорювали фактори, що призвели до несподіваного рішення Джонсона. Шесол каже, що Джонсон хотів вийти з Білого дому, але також хотів помсти; коли показники стали негативними, він вирішив піти. Вудс пише, що Джонсон зрозумів, що йому потрібно піти, щоб нація оздоровилася. Даллек каже, що у Джонсона не було подальших внутрішніх цілей, і зрозумів, що його особистість підірвала його популярність. Здоров'я його не було хорошим, і він був зайнятий кампанією Кеннеді; дружина наполягала на відставці, і його база підтримки продовжувала скорочуватися. Вихід з перегонів дозволив би йому поставитись миротворцем. Беннетт, однак, каже, що Джонсона "вигнали з перегонів на переобрання в 1968 році через обурення його політикою в Південно-Східній Азії". Джонсон, можливо, також сподівався, що конвенція в кінцевому підсумку вирішить повернути його назад у змагання.
Гамфрі вступив у перегони після виходу Джонсона, зробивши демократичні праймеріз 1968 р. тристороннім змаганням між Гамфрі, Кеннеді та Маккарті. Кеннеді врізався у ліберальну та антивоєнну базу Маккарті, при цьому завоювавши підтримку бідних та робітничих класів. Він виграв серію первинних перемог, але був убитий в червні Серханом, з арабським націоналістом. За підтримки Джонсона Гамфрі виграв кандидатуру президента на бурхливій Національній Демократичні Конвенції 1968 р., що відбулася в Чикаго наприкінці серпня. Жорстокі зіткнення в Чикаго між антивоєнними протестувальниками порушили цю конвенцію. Після з'їзду опитування показали, що Гамфрі програв загальні вибори на 20 балів.

#### Загальні вибори

Результати виборів 1968 року.

У загальних виборчих кампаніях 1968 року Гамфрі зіткнувся з двома основними опонентами. Республіканці висунули колишнього віце-президента Річарда Ніксона, а Ніксон обрав губернатора Спіро Агню своїм керівником. Ніксон напав на Велике суспільство та Верховний суд і вказав, що він принесе мир у В'єтнамі. За підтримки Стром Турмонда та інших південних республіканців Ніксон дотримувався Південної стратегії, орієнтованої на завоювання підтримки білих південних виборців, які були відчужені діями адміністрації Джонсона щодо громадянських прав. Інший головний претендент Гамфрі, Джордж Уоллес, балотувався як кандидат Американської незалежної партії, отримуючи підтримку від Ку Клукс Клану та крайніх правих груп, таких як Товариство Джона Берези. Найсильніша підтримка Уоллеса була з боку південників, які прогресували сегрегацією, але він також звернувся до білих районів робітничого класу на Півночі своєю кампанією "правопорядку". Будучи стороннім кандидатом, Уоллес не вірив, що він може виграти президентство, але сподівався виграти достатньо виборчих голосів, щоб примусити вибирати президента в Палаті представників.
Кількість виборчих дільниць Гамфрі покращилася після виступу 30 вересня, в якому він порушив політику війни Джонсона, закликаючи припинити бомбардування Північного В'єтнаму. 31 жовтня 1968 року Джонсон оголосив нації, що він назвав натюрмортним сюрпризом, що він наказав повністю припинити "повне повітряне, військово-морське та артилерійське обстріли Північного В'єтнаму", яке набуває чинності з 1 листопада, якщо Північний В'єтнамський уряд готовий вести переговори та посилаючись на прогрес у Паризьких мирних переговорах. Однак Ніксон переміг на виборах, вузько перемігши Гамфрі з множиною народного голосування та більшістю голосів виборців. Уоллес здобув 13,5 відсотка голосів населення та 46 голосів виборців. Ніксон скористався незадоволенням громадянськими правами, щоб зламати право Демократичної партії на Півдні. Він також добре виступив у штатах, що на захід від річки Міссісіпі, частково через зростання обурення проти федерального уряду в цих штатах. І Південь, і Захід будуть важливими компонентами виборчої коаліції на наступних виборах. Незважаючи на перемогу Ніксона на президентських виборах 1968 року, демократи зберегли контроль над обома палатами Конгресу.

## Історична репутація

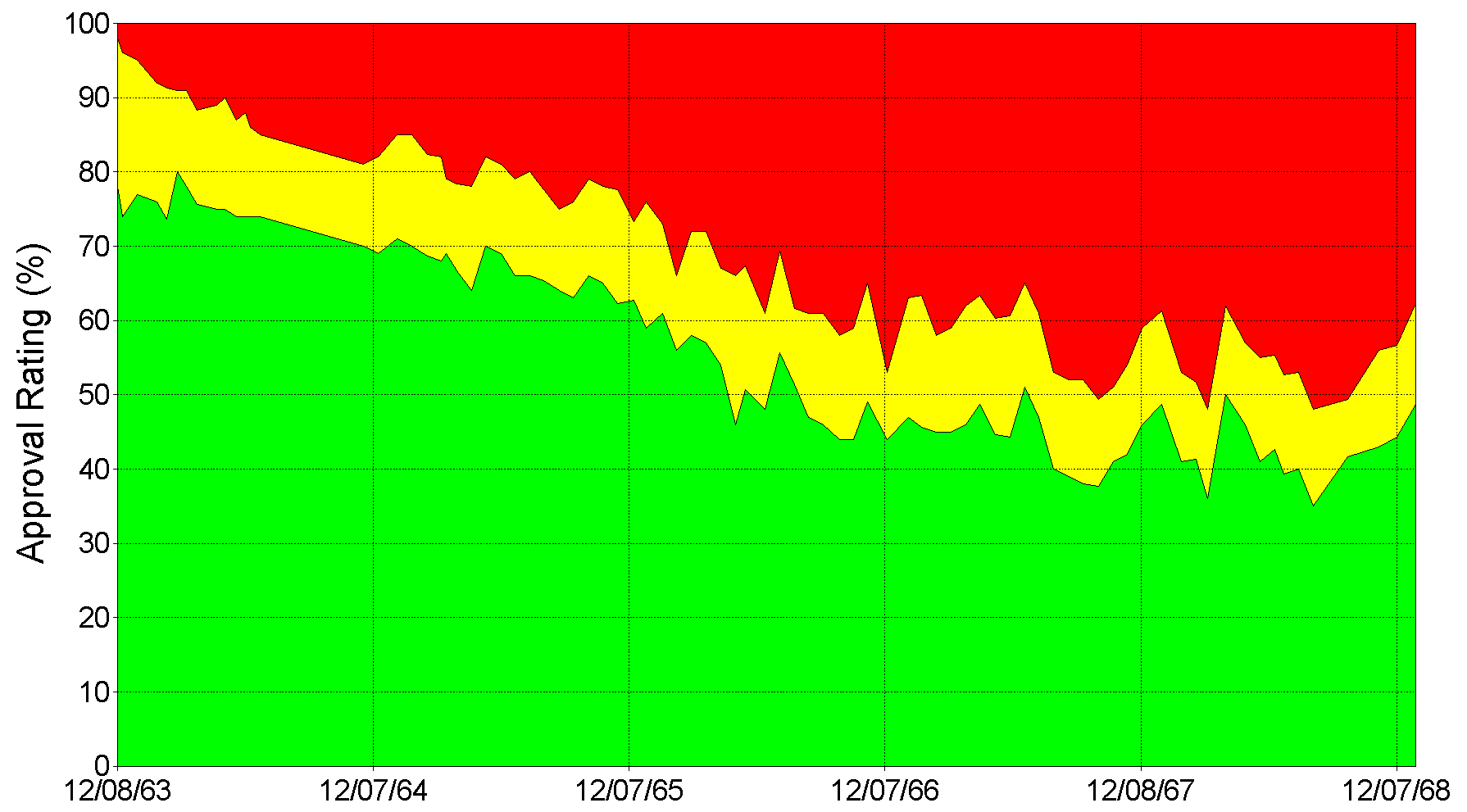
Графік рейтингів схвалення Джонсона в опитуваннях Gallup

Історики стверджують, що президентство Джонсона позначило пік сучасного лібералізму в США після епохи Нового курсу, а Джонсон позитивно оцінюється багатьма істориками. Президентство Джонсона залишило стійкий слід у Сполучених Штатах, перетворивши США на створення Медікер та Медікейт, різні заходи проти бідності, захист навколишнього середовища, фінансування освіти та інші федеральні програми. Законодавство про громадянські права, прийняте за Джонсона, майже загальновихвалено за їх роль у усуненні бар'єрів для расової рівності. Опитування за 2018 рік Президентської Американської асоціації політичних наук поставили Джонсона десятим кращим президентом. Опитування істориків C-Span 2017 року також оцінило Джонсона десятим кращим президентом. Поводження Джонсоном у В'єтнамській війні залишається широко непопулярним, і, як це було за часів його перебування, часто затьмарює його внутрішні досягнення. Опитування істориків 2006 року оцінило ескалацію Джонсона війни у В'єтнамі як третю найгіршу помилку, допущену діючим президентом. Історик Кент Герман пише, що "спадщина, пов'язана зі смертю, оновленням та можливістю, наданими адміністрації Джонсона, є іронічною, заплутаною та невизначеною. Вони, ймовірно, так і залишаться".
Переконливість і розуміння Конгресу Джонсона допомогли йому пройти неабияку шумність законодавства і здобули йому репутацію законодавчого майстра. Джонсону допомагали великі конгреси більшості своєї партії та громадськість, яка сприймала нові федеральні програми, але він також зіткнувся з Конгресом, де домінувала потужна консервативна коаліція південних демократів і республіканців, яка успішно заблокувала більшість ліберальних законодавств з початку Другої світової війни. Хоча Джонсон створив багато тривалих програм, інші аспекти Великого суспільства, включаючи Управління економічних можливостей, були згодом скасовані. Виявлені невдачі війни у В'єтнамі виховували розчарування урядом, і коаліція Нового Курсу значною мірою розпалася через напруженість щодо війни у В'єтнамі та виборів 1968 року.  Республіканці виграли п'ять із шести президентських виборів після того, як Джонсон пішов з посади. Рональд Рейган прийшов на посаду в 1981 році, пообіцявши скасувати Велике суспільство, хоча інші республіканці не змогли скасувати багато програм Джонсона.
Фредрік Логевалл стверджує, що «все ще здається багато, що рекомендує ортодоксальний погляд на те, що Джонсон був прихожим і недумним зовнішньополітичним мислителем, людиною, вразливою до кліше щодо міжнародних справ та недостатнього інтересу до світу за межами американських берегів». Багато істориків наголошують на провінційності Джонсона. Школа інтерпретації "була в Техасі занадто довгою" була введена в антологію Уоррена І. Коена і Ненсі Бернкофф Таккер, Ліндон Джонсон протиставляє світ, щоб описати консенсус істориків, які розглядають Джонсона як політика з вузьким баченням. Одна менша група науковців, яка називається "Школа Лонгорна", стверджує, що, крім В'єтнаму, Джонсон мав досить хороші результати у зовнішній політиці. Багато хто з "Школи Лонггорна" є студентами Роберта Даллека, який стверджував, що "присяжні все ще виходять на Джонсона як лідера зовнішньої політики". Навпаки, Ніколас Еван Сарантакс стверджує:
Що стосується зовнішньої політики та світових справ, Ліндон Джонсон згадується як катастрофа. Такою була популярна думка про нього, коли він пішов з посади, і вона залишається домінуючою думкою в роки, незалежно від широкої громадськості чи істориків. Для цього є вагомі причини, і його можна звести до одного слова: В'єтнам.

## Дивись також
- Ліндон Джонсон
- Джон Фіцджеральд Кеннеді
- Президентство Джона Ф. Кеннеді
- Убивство Джона Кеннеді
- Президент США
- Список президентів США
- Демократична партія США
- Республіканська партія США